# 熊本県立南関高等学校
熊本県立南関高等学校（くまもとけんりつ なんかんこうとうがっこう）は、熊本県玉名郡南関町にあった公立高等学校である。熊本県の公立高等学校再編計画の対象校である。

## 沿革
- 1916年7月 - 藤川與太郎が淑徳女塾創立。
- 1928年4月 - 熊本県南関女学校に改める。
- 1929年4月 - 熊本県南関実科高等女学校に改める。
- 1944年3月 - 熊本県に移管して熊本県立南関高等女学校に改める。
- 1948年4月 - 学制改革により熊本県立南関高等学校に改め、男女共学になる。
- 1988年4月 - 普通科4学級の中に情報コースと美術工芸コースからなる1学級新設。
- 1994年4月 - 普通科4学級の中にスポーツコミュニケーションコースとヒューマンコミュニケーションコースからなる1学級新設。
- 1998年11月 - 創立70周年記念式典
- 2015年4月 - 募集停止。熊本県立荒尾高等学校との統合校である熊本県立岱志高等学校が、荒尾高校内で開校。
- 2016年10月30日 - 最後の文化祭「きなっせフェスタ」～本校卒業生の歌手 ハルカ ハミングバードが10曲を熱唱。
- 2017年3月 - 閉校。

## 学科
- 普通科
  - 情報コース
  - 美術工芸コース
  - スポーツコミュニケーションコース
  - ヒューマンコミュニケーションコース

## 出身著名人
- 吉開寛二 - 漫画家（美術工芸コース専攻）
- 本田良一 - 政治家（参議院議員）
- ハルカ ハミングバード（シンガーソングライター）

## 建物の再活用
閉校後、2020年（令和2年）6月から旧熊本県立南関高等学校を活用する改修増築工事が行われ、2022年（令和4年）1月4日からは南関町役場の新庁舎として業務を開始した。